# Dove osano le cicogne
Dove osano le cicogne  è un film del 2025 diretto da Fausto Brizzi.
Il film è sceneggiato dallo stesso Brizzi insieme ad Angelo Pintus, Gianluca Belardi ed Herbert Simone Paragnani.

## Trama
Angelo è un maestro elementare che desidererebbe avere un figlio da sua moglie Marta. Quando il figlio non arriva decidono di recarsi a Barcellona e di tornare poi a casa insieme ad una ragazza di nome Luce.

## Produzione
Il film è stato girato tra Roma, Milano e Barcellona nel maggio 2024 per otto settimane.

## Distribuzione
Il film è stato distribuito nelle sale cinematografiche italiane a partire dal 1º gennaio 2025.

## Accoglienza
Il film ha incassato 1256045 €.